# Castelnovo Bariano
Castelnovo Bariano är en ort och kommun i provinsen Rovigo i regionen Veneto i Italien. Kommunen hade 2 689 invånare (2018).